# Monoxia elegans
Monoxia elegans är en skalbaggsart som beskrevs av Blake 1939. Monoxia elegans ingår i släktet Monoxia och familjen bladbaggar. Inga underarter finns listade i Catalogue of Life.